# Фурн-Кабардес
Фурн-Кабарде́с (фр. Fournes-Cabardès) — коммуна во Франции, находится в регионе Лангедок — Руссильон. Департамент коммуны — Од. Входит в состав кантона Мас-Кабардес. Округ коммуны — Каркасон.
Код INSEE коммуны — 11154.

## Население
Население коммуны на 2008 год составляло 66 человек.
| 1962 | 1968 | 1975 | 1982 | 1990 | 1999 | 2008 |
| ---- | ---- | ---- | ---- | ---- | ---- | ---- |
| 75   | 74   | 64   | 70   | 61   | 49   | 66   |

## Экономика
В 2007 году среди 41 человек в трудоспособном возрасте (15—64 лет) 23 были экономически активными, 18 — неактивными (показатель активности — 56,1 %, в 1999 году было 48,3 %). Из 23 активных работали 17 человек (10 мужчин и 7 женщин), безработных было 6 (3 мужчин и 3 женщины). Среди 18 неактивных 2 человека были учениками или студентами, 6 — пенсионерами, 10 были неактивными по другим причинам.